# Grönlanddurchquerung 1913

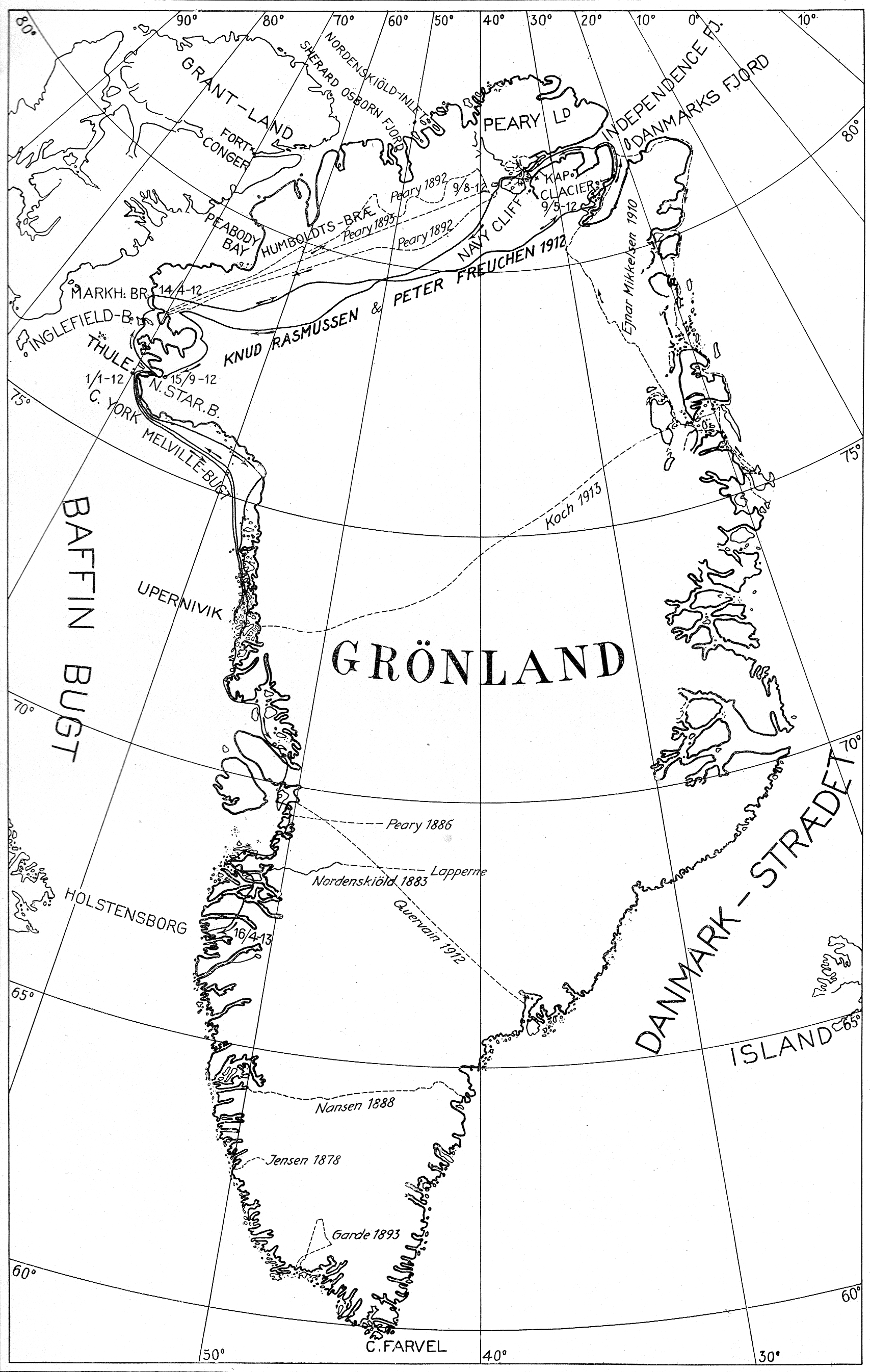
Karte mit den Routen der Grönlanddurchquerungen bis 1913

Die Grönlanddurchquerung 1913 war eine dänische Expedition zur Erkundung des grönländischen Inlandeises, die unter der Leitung Johan Peter Kochs durchgeführt wurde. Die Expedition wurde unter der offiziellen Bezeichnung „Die dänische Expedition nach Königin-Louise-Land und quer über das Inlandeis Nordgrönlands 1912–13“ geführt und war die insgesamt sechste Durchquerung des grönländischen Eises. Sie gilt jedoch als die bedeutendste und erste zentrale Durchkreuzung Grönlands.

## Teilnehmer
Neben dem dänischen Expeditionsleiter Johan Peter Koch war auch Alfred Wegener besonders in die Planung und Durchführung der Expedition eingebunden. Die beiden Männer kannten sich von der Danmark-Expedition (1906–1908) und hatten die Idee einer Durchquerung Nordgrönlands von Ost nach West bereits 1911 besprochen. Sie wurden in ihrem Vorhaben vom Isländer Vigfús Sigurðsson (1875–1950) unterstützt. Auch der dänische Botaniker Andreas Lundager (1869–1940), der ebenfalls an der Danmark-Expedition teilgenommen hatte, sollte die Expedition unterstützen. Lundager erkannte aber während der Vorbereitung, dass er für eine derartige Unternehmung nicht ausdauernd genug war, und wurde daher durch den dänischen Matrosen Lars Larsen (1886–1978) ersetzt.
Für den Transport des 20 t schweren Expeditionsgepäcks wurden 16 Islandpferde gekauft. Sigurðsson brachte auch einen Islandhund namens Glói mit.

Die Teilnehmer, porträtiert von Achton Friis
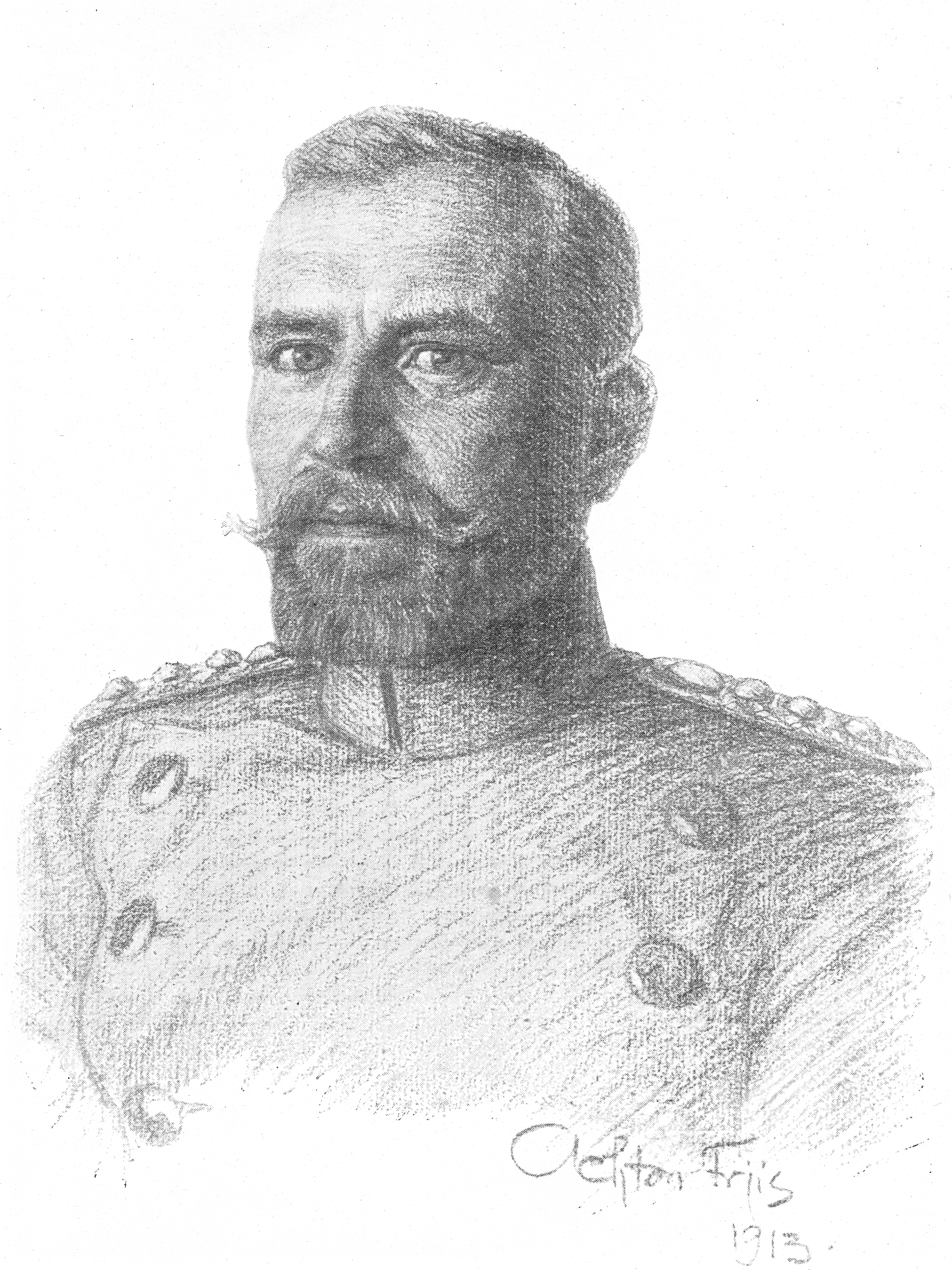
Johan Peter Koch
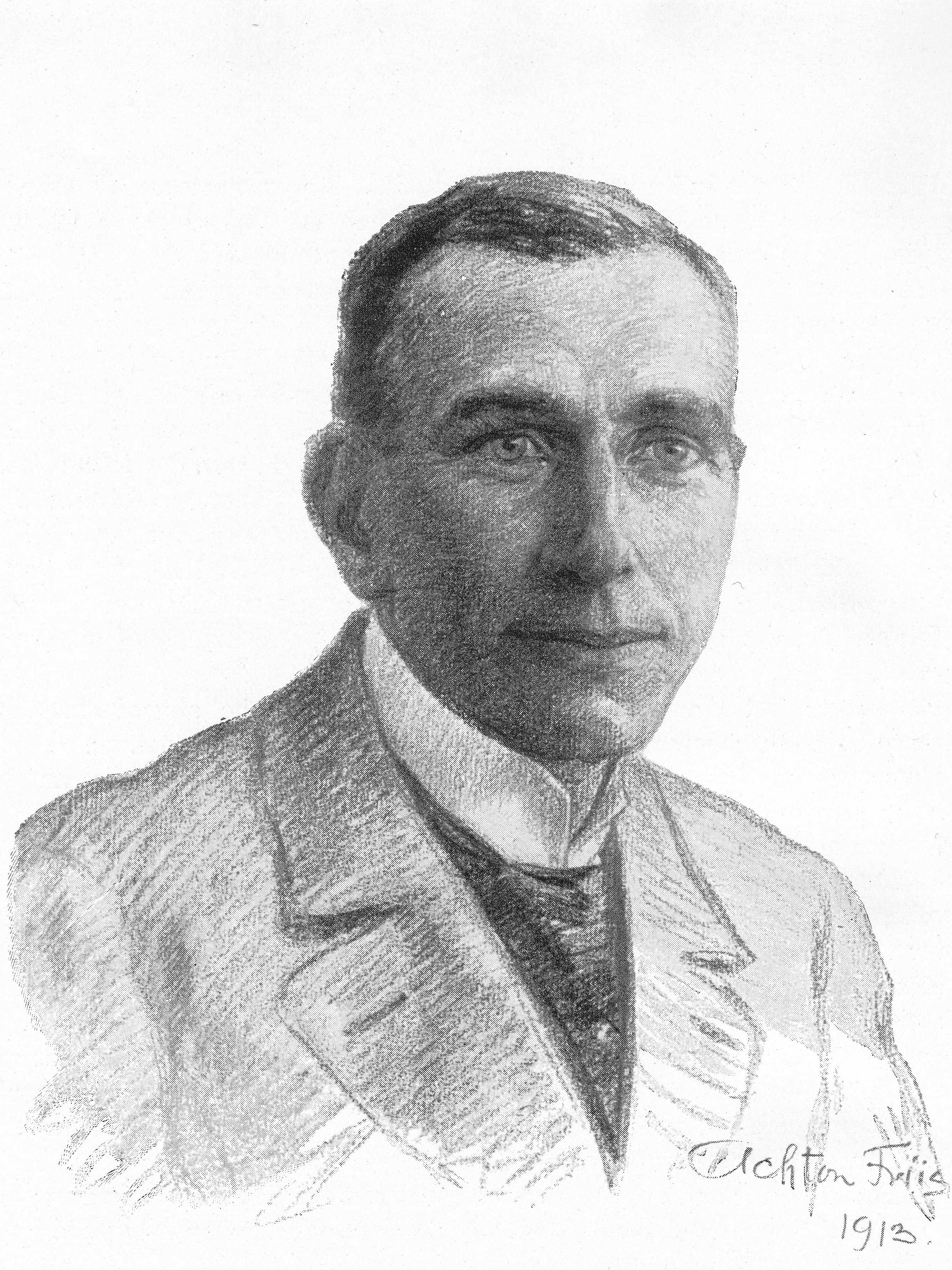
Alfred Wegener
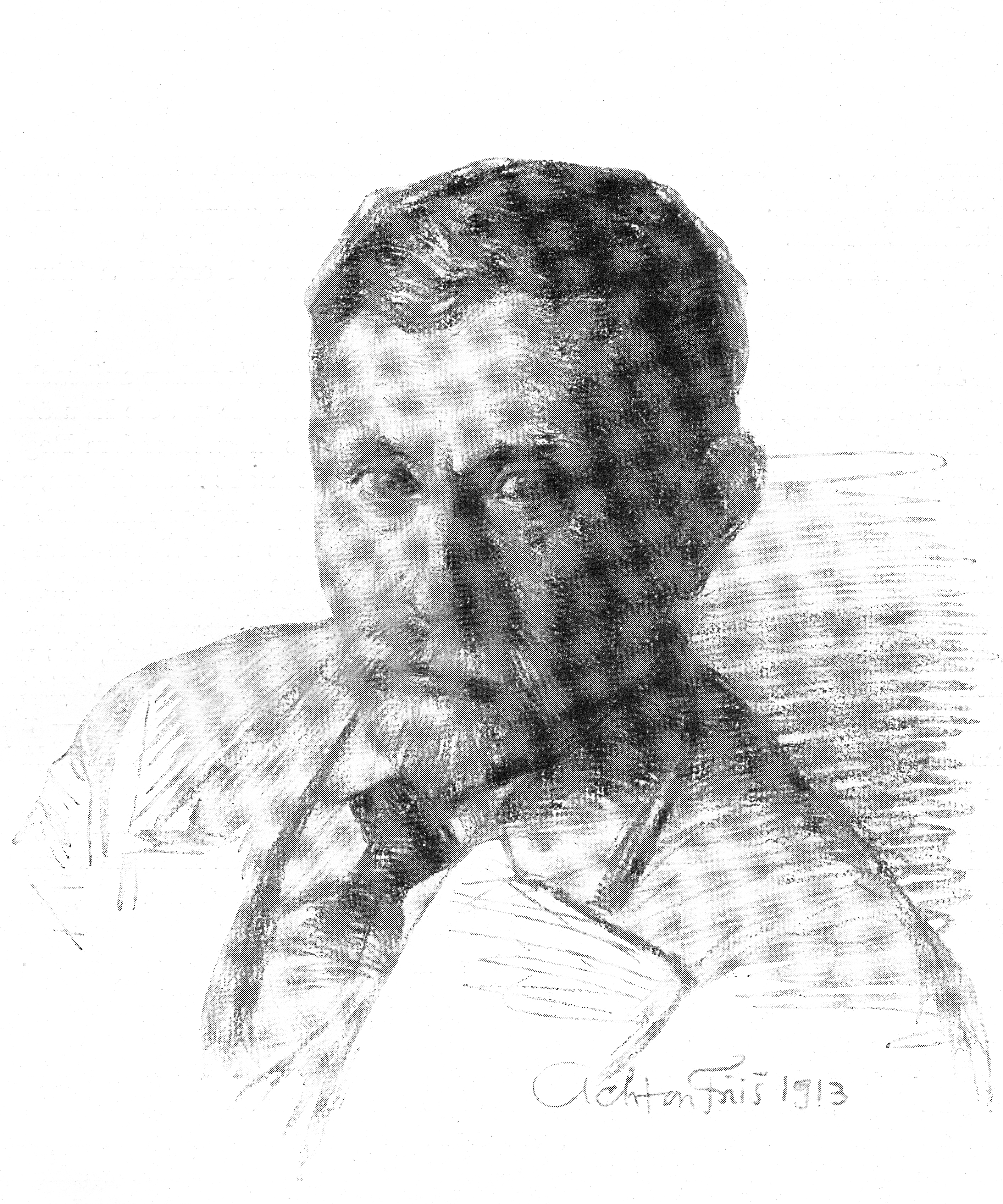
Vigfús Sigurðsson
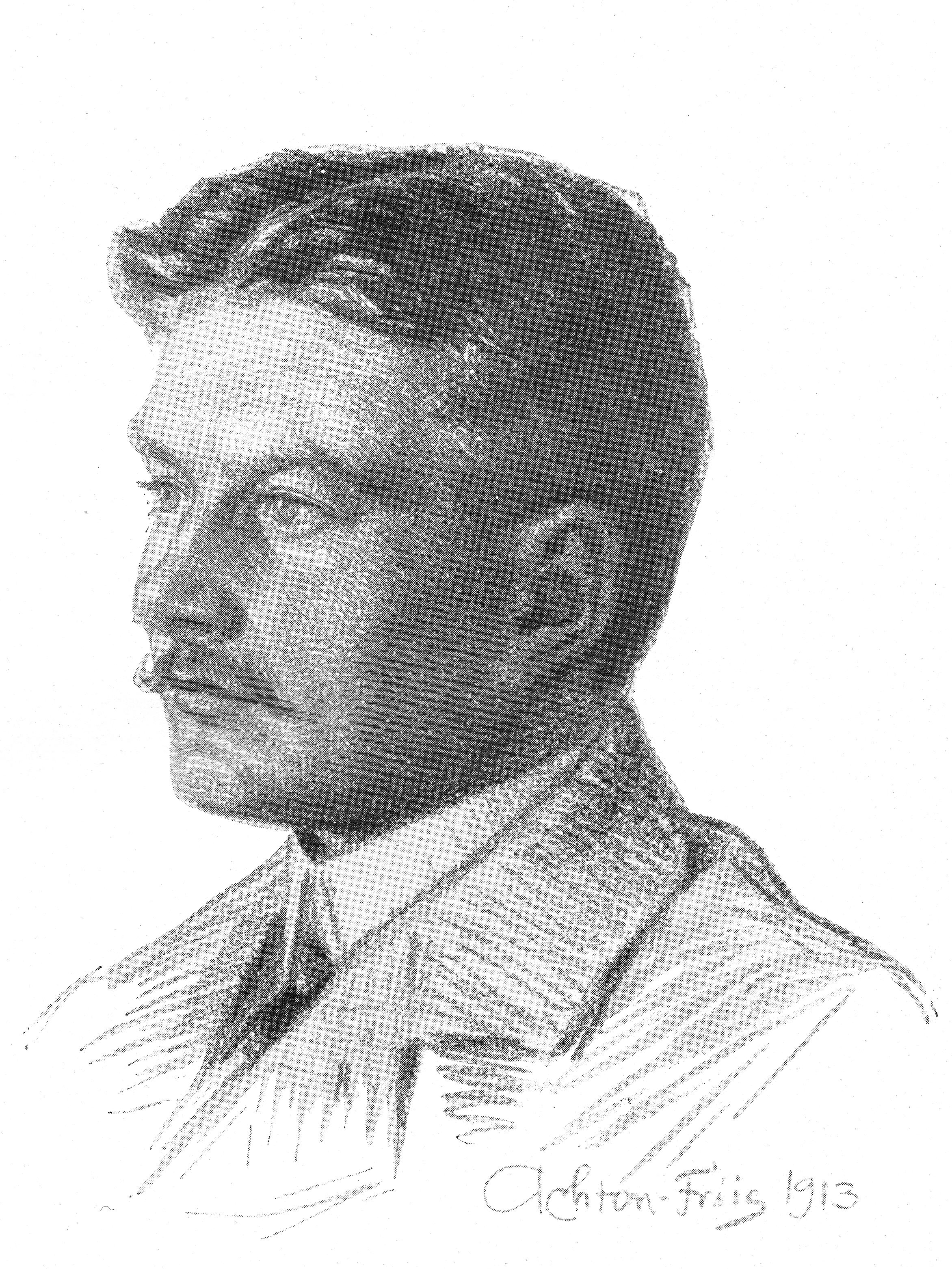
Lars Larsen

## Vorbereitung
Die Expedition startete bereits im Juni 1912 mit einer Vorbereitung in Island. Dabei sollte vor allem getestet werden, wie sich der Einsatz von Pferden zur Durchquerung bewährt. Man hatte wenig Information über die Eignung der Islandpferde, da für derartige Unternehmungen bisher hauptsächlich Schlittenhunde verwendet worden waren. Die Danmark-Expedition von 1906 bis 1908, an der sowohl Koch als auch Wegener teilgenommen hatten, hatte jedoch gezeigt, dass vor allem die Passage der steinigen und im Sommer schnee- und eisfreien Küstenstreifen Grönlands enorme Probleme bereiteten, und dass Hunde hier ganz wertlos waren.
In dem gut zweiwöchigen Test kamen die Teilnehmer überraschend schnell voran und überwanden einige Berge und Vulkane. Auch isländische Lavawüsten stellten keine Probleme dar, sodass die Testexpedition ohne größere Anstrengungen bewältigt werden konnte. Die Pferde hatten sich bewährt und den Test positiv bestanden.

## Durchquerung und Überwinterung

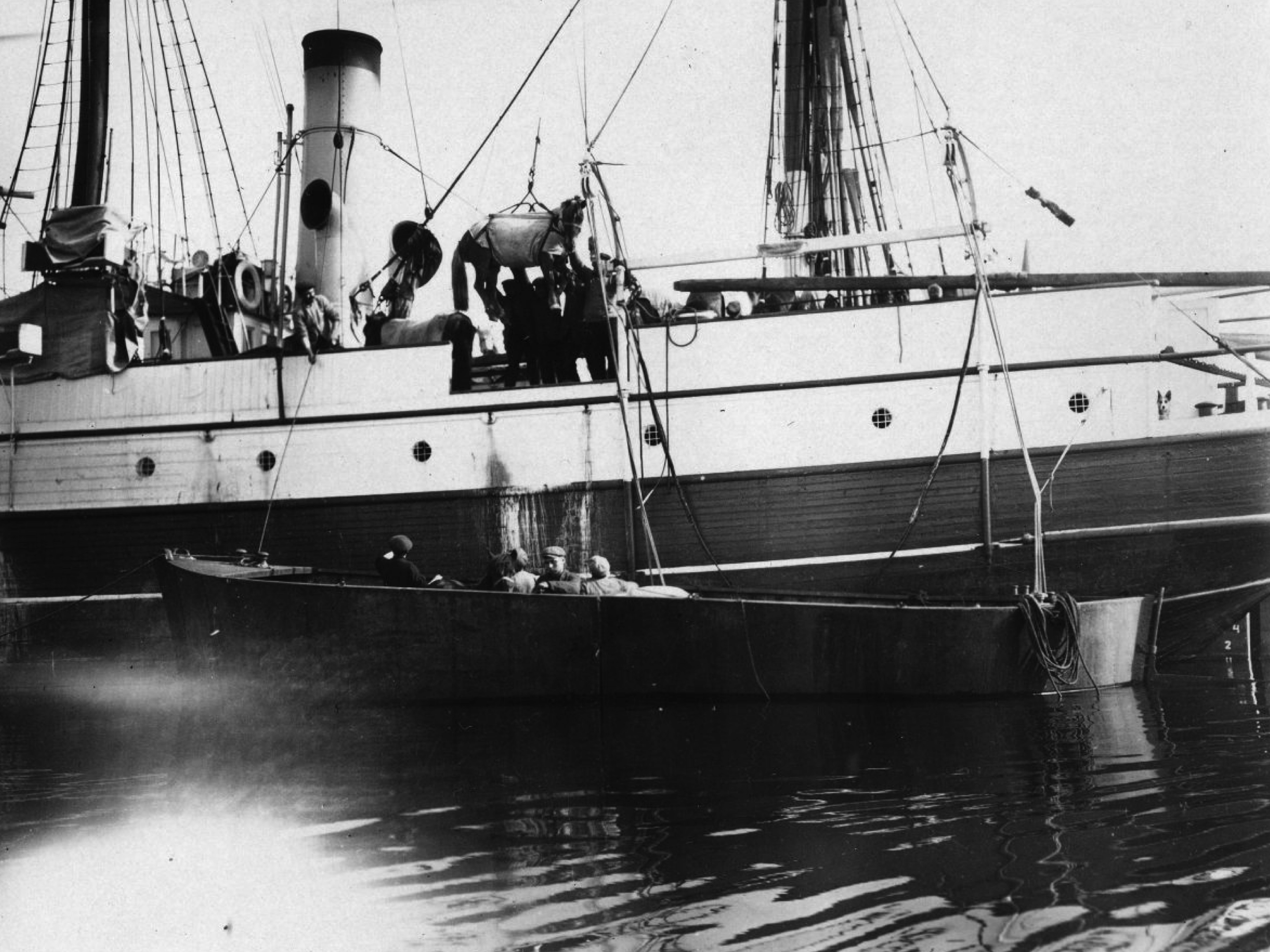
Ein Pferd wird von Bord gehievt

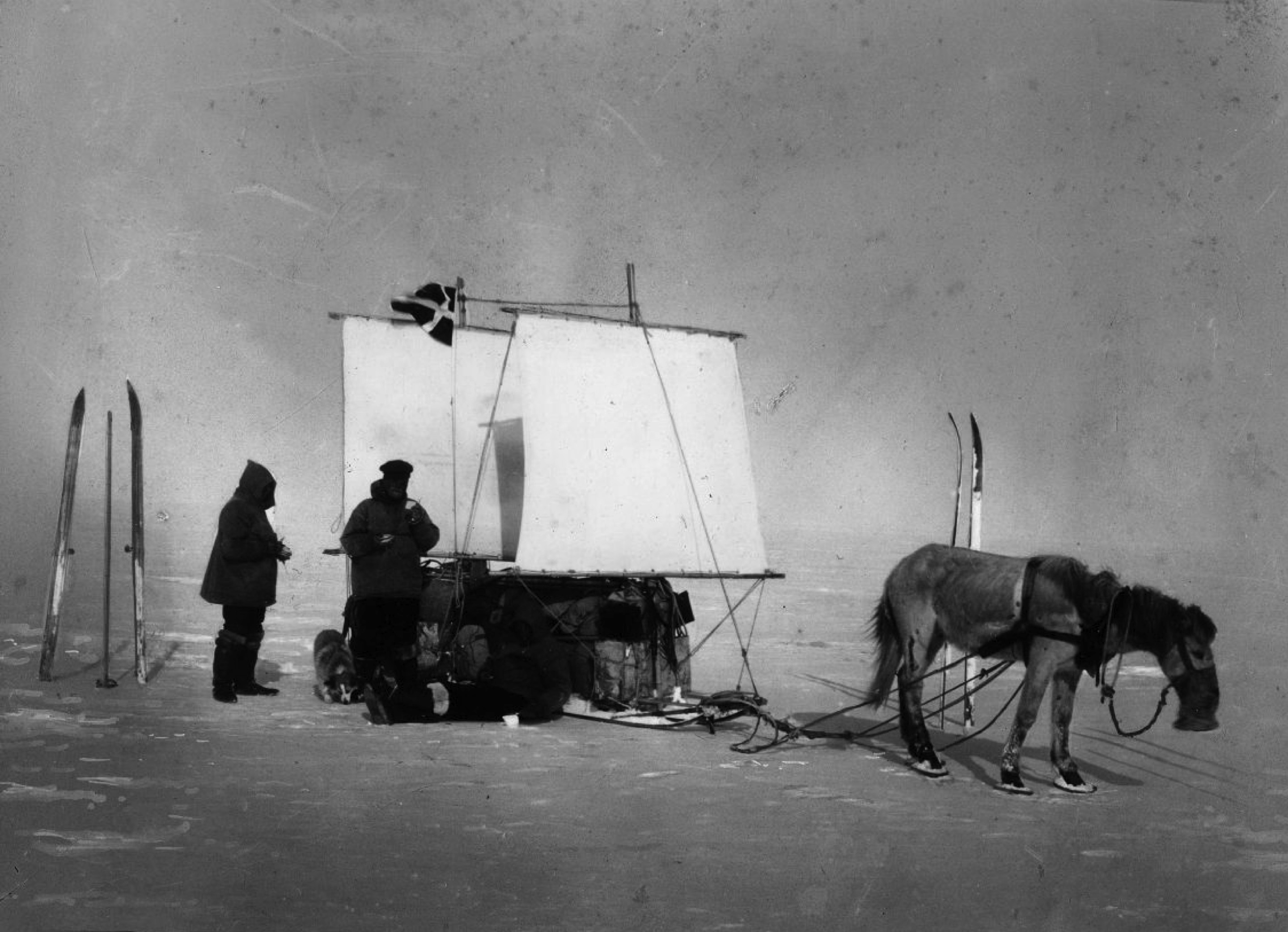
Rast auf dem Marsch

Am 7. Juli 1912 brach das Team an Bord der Godthaab von Island nach Grönland auf und erreichte den Hafen Danmarkshavn, der als Ausgangspunkt der Expedition auserkoren wurde. Bereits bei der Entladung passierte das erste Missgeschick und der Großteil der 16 mitgebrachten Pferde suchte das Weite. So wurden die ersten Tage damit verbracht, die fehlenden Pferde wieder einzufangen. Zwei blieben allerdings verschwunden.
Das Expeditionsgepäck wurde zuerst mit einem Motorboot so weit wie möglich ins Landesinnere gebracht, um anschließend mit Hilfe der Pferde weitertransportiert werden zu können. Während der Reise zum ursprünglich vorgesehenen Überwinterungsstandort musste eine dreiwöchige Pause eingelegt werden, da das Zufrieren eines Fjordes abgewartet werden musste. Die Forschungsteilnehmer erlebten auf der Reise auch eine Gletscherkalbung, die beinahe zum Verlust von Pferden und Material geführt hätte, worauf man sich entschied, den Standort der Überwinterung zu verlegen.
Am 12. Oktober 1912 wurde auf dem Gletscher Storstrømmen eine Überwinterungshütte errichtet, in der die Expeditionsteilnehmer den Großteil des Winters verbrachten. Das eigentliche Ziel der Überwinterung, Dronning Louise Land, wurde vor und nach der Überwinterung mittels Schlittenfahrten aufgesucht. Bei einer dieser Ausfahrten zog sich der Unternehmungsleiter Koch einen Unterschenkelbruch zu und musste für drei Monate das Krankenbett hüten. Der Rest der Überwinterung verlief jedoch ausgezeichnet.
Am 20. April 1913 begann die endgültige Durchquerung Grönlands und die Männer ließen ihr Winterquartier hinter sich. Fünf Pferde (die übrigen waren während der Überwinterung getötet worden) und der mitgebrachte Hund waren noch als Begleiter und Transporttiere dabei. Die 1200 km lange Strecke in Richtung Westen war von heftigen Winden und Schneetreiben geprägt, sodass die Gruppe nur langsam vorankam und einmal eine Pause von 12 Tagen einlegen musste. Aber auch die intensive Sonneneinstrahlung machte den Männern und Tieren zu schaffen.
Nach achtwöchiger Reise erreichte das Expeditionsteam erstmals wieder eisfreies Land, wobei nun die Überquerung eines Fjordes gemeistert werden musste. Erst neun Tage später konnte dieser auch tatsächlich überquert werden und die Reise zum ca. 50 km entfernten Zielort Prøven fortgesetzt werden. Zu diesem Zeitpunkt waren bereits alle Pferde aufgrund von Erschöpfung umgekommen. Die Männer wurden aufgrund der aufgebrauchten Vorräte immer schwächer und schlachteten, in höchster Not, ihren Hund. Schließlich wurden die Männer auf ein Boot aufmerksam und konnten ihre Expedition mithilfe der Besatzung am 15. Juli 1913 beenden.

## Erkenntnisse
Die Forschungsreise lieferte viele neue Erkenntnisse. Das Innere des Landes, seine Topographie, Vegetation und Tierwelt konnte besser verstanden werden. Die wichtigsten Teile von Königin-Louise-Land wurden erkundet und Temperaturaufzeichnungen konnten vorgenommen werden. Die Bewegungen und innere Struktur von Gletschern wurden untersucht und mit Hilfe von vielen Fotos bestimmt. Es wurde ebenfalls eine große Anzahl von meteorologischen Beobachtungen durchgeführt, die als Grundlage für weitere Studien herangezogen wurden. Das Phänomen der Fata Morgana wurde zum ersten Mal mit Hilfe einer speziellen Teleskopkamera fotografiert, aber auch Nordlichter konnten mittels neuer Kameras festgehalten werden.

## Kosten
Die Expeditionskosten betrugen in etwa 80.000 dänische Kronen. Ein Großteil wurde durch private Spender aufgebracht. Die Carlsberg-Stiftung beteiligte sich mit 30.000 Kronen an der Unternehmung. Auch die in Deutschland ansässigen Berliner Akademie der Wissenschaften, Reichsamt des Innern und Preußisches Kulturministerium lieferten einen Beitrag von 15.100 Mark. Die Forschungsreise wurde außerdem durch die Bereitstellung des Schiffes Godthaab, durch den dänischen Reichstag, unterstützt.